# Liga Jujeña de Fútbol 2021
La Liga Jujeña de Fútbol 2021 será la edición número 91 de la Liga Jujeña de Fútbol. Este certamen se jugará con 20 equipos.

## Equipos participantes
| Equipo                      | Ciudad                | Estadio                       | Capacidad |
| --------------------------- | --------------------- | ----------------------------- | --------- |
| Altos Juniors               | San Salvador de Jujuy | No posee                      | -         |
| Atlético Palpalá            | Palpalá               | Jorge Newbery                 | 100       |
| General Belgrano            | San Salvador de Jujuy | No posee                      | -         |
| Ciudad de Nieva             | San Salvador de Jujuy | No posee                      | -         |
| Deportivo Comercio          | San Salvador de Jujuy | No posee                      | -         |
| Atlético Cuyaya             | San Salvador de Jujuy | Estadio sin nombre            | 100       |
| Deportivo El Cruce          | San Salvador de Jujuy | Libero Bravo                  | -         |
| Fundación Zapatón           | San Salvador de Jujuy | Predio Fundación Zapatón      | 100       |
| Gimnasia y Esgrima (J)      | San Salvador de Jujuy | 23 de Agosto Predio Papel Noa | 23000 100 |
| Atlético Gorriti            | San Salvador de Jujuy | Fausto Tejerina               | 3000      |
| Islas Malvinas              | San Salvador de Jujuy | No posee                      | -         |
| General Lavalle             | San Salvador de Jujuy | Libero Bravo                  | 1000      |
| Asociación Atlética La Viña | San Salvador de Jujuy | No posee                      | -         |
| Deportivo Los Perales       | San Salvador de Jujuy | Fortín Gaucho                 | 1000      |
| Deportivo Luján             | San Salvador de Jujuy | Barrio Luján                  | 1000      |
| Sportivo Palermo            | San Salvador de Jujuy | No posee                      | -         |
| San Francisco               | San Salvador de Jujuy | No posee                      | -         |
| Atlético Talleres           | Perico                | Doctor Plinio Zabala          | 6000      |
| Deportivo Universitario     | San Salvador de Jujuy | No posee                      | -         |
| Altos Hornos Zapla          | Palpalá               | Emilio Fabrizzi               | 20000     |

| 1. 2. 3. 4. 5. 6. 7. 8. 9. |

## Sistema de disputa
Cada torneo, Apertura y Clausura, se llevó a cabo en una sola rueda, por el sistema de todos contra todos, siendo el segundo los desquites del primero, y cada uno consagró un campeón. Los ganadores de cada uno de ellos disputaron la Copa Campeonato, a un único partido en cancha neutral.
La tabla final de posiciones de cada torneo se estableció por acumulación de puntos. 
La tabla final de posiciones de la Liga Jujeña de Fútbol fue la sumatoria de las tablas finales de ambos torneos.